# Ettringen, Unterallgäu
Ettringen là một đô thị ở huyện Unterallgäu bang Bayern, Đức.